# Rachel Pollack
Rachel Pollack (ur. 17 sierpnia 1945 na Brooklynie w Nowym Jorku, zm. 7 kwietnia 2023) – amerykańska autorka science fiction i komiksów oraz tarocistka. Laureatka Nagrody im. Arthura C. Clarke’a, którą otrzymała w 1989 roku za książkę pt. Unquenchable Fire. Była nominowana do Nebuli w 1994 za książkę Temporary Agency. W roku 1997 otrzymała Nagrodę World Fantasy za wydaną również w Polsce powieść Matka chrzestna Noc. Z numerem 64. przejęła po Grancie Morrisonie komiks Doom Patrol i pisała go aż do zakończenia serii w 1995. Była transpłciową kobietą i lesbijką, często porusza problematykę LGBT w swojej twórczości, zasłynęła m.in. wprowadzeniem pierwszej transpłciowej superbohaterki komiksowej, Coaguli.